# Satureja delpozoi
Satureja delpozoi là một loài thực vật có hoa trong họ Hoa môi. Loài này được Sánchez-Gómez, J.F.Jiménez & R.Morales mô tả khoa học đầu tiên năm 2005.